# مايكل ايرفين
مايكل ايرفين (بالإنجليزية: Michael Irvin)‏ هو لاعب كرة قدم أمريكية وممثل أمريكي، ولد في 5 مارس 1966 في الولايات المتحدة. من الجوائز التي نالها قاعة مشاهير محترفي كرة القدم.

## أعمال

### أفلام
- (2005) أطول يارد[6]

## جوائز
- قاعة مشاهير محترفي كرة القدم

## وصلات خارجية
- مايكل ايرفين على موقع إي إس بي إن.كوم (أن.أف.أل)3
- مايكل ايرفين على موقع مرجع كرة القدم المحترفة.كوم (الإنجليزية)
- مايكل ايرفين على موقع كلية كرة القدم في سبورتس رفرنس.كوم (الإنجليزية)
- مايكل ايرفين على موقع قاعة فلوريدا للمشاهير الرياضية (الإنجليزية)

- مايكل ايرفين على موقع IMDb (الإنجليزية)
- مايكل ايرفين على موقع إن إن دي بي (الإنجليزية)
- مايكل ايرفين على موقع قاعدة بيانات الفيلم (الإنجليزية)